# Clark Adám tér

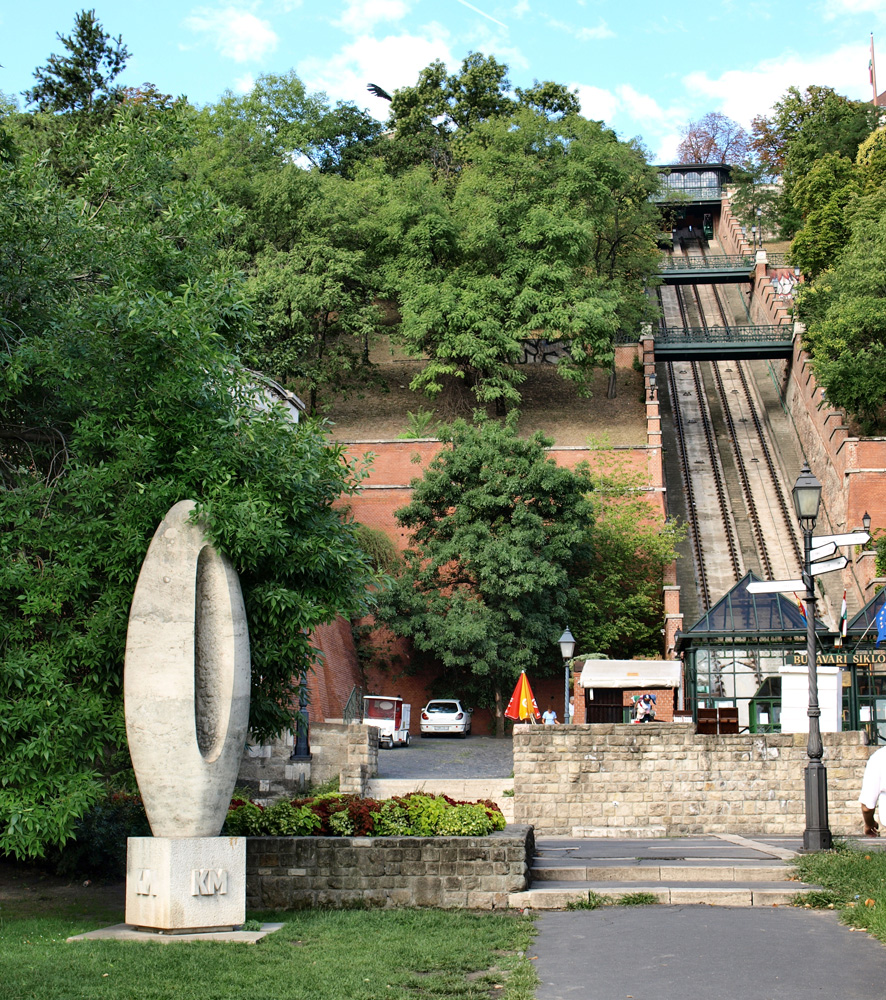
Nultý kilometrovník a lanovka na hrad na náměstí Clark Adám tér

Clark Adám tér je náměstí v budapešťské čtvrti Víziváros v I. městském obvodě. Leží pod Hradním vrchem (Várhegy) na pravostranném předmostí Széchényiho mostu. Náměstí má kruhový tvar, v podzemí ho podchází tramvajová trať. Západním směrem na náměstí navazuje tunel pod Hradním vrchem). Na náměstí je umístěn nultý kilometrovník. Z náměstí vede pozemní lanovka (Budavári Sikló) na Budínský hrad.
Pojmenováno je po skotském inženýru Adamu Clarkovi.